# La Vie passionnée de Vincent van Gogh (film)
Pour les articles homonymes, voir La Vie passionnée de Vincent van Gogh  (homonymie) et Van Gogh (homonymie).
Pour plus de détails, voir Fiche technique et Distribution.
La Vie passionnée de Vincent van Gogh (titre original : Lust for Life) est un film américain réalisé par Vincente Minnelli, sorti en 1956.

## Synopsis
Biographie du célèbre peintre hollandais Vincent van Gogh : sa piété, ses amours déchues, l'amour qu'il porte à son frère, son caractère et, surtout, sa dévotion obsessionnelle à la peinture et au dessin - responsables de sa « folie » - nous sont contés.
Le film commence lorsque Vincent van Gogh est envoyé en tant que prédicateur dans la région minière du Borinage, en Belgique. Vincent y découvre le dur labeur des mineurs et y cherche sa voie. Son frère Théo lui conseille de retourner chez leurs parents aux Pays-Bas et là Vincent y vit paisiblement en dessinant tout ce qu'il observe. Il tombe amoureux de sa cousine, mais celle-ci le repousse malgré son insistance. Dans un estaminet, il rencontre une femme avec qui il va vivre quelque temps. Mais leur relation devient orageuse et elle le quitte lorsqu'il part voir son père qui meurt durant son voyage. De retour dans son village natal, il passe pour un original.
Théo, qui est marchand de tableaux, l'invite à vivre à Paris. Grâce à lui, Vincent rencontre de grands peintres, dont Gauguin avec qui il devient ami. Les relations entre Théo et Vincent devenant un peu tendues, ce dernier préfère partir au loin, à Arles. Là, après avoir loué une petite chambre inconfortable, il trouve une maison grâce à Joseph Roulin, son nouvel ami facteur. Vincent est fasciné par les couleurs du Midi, mais il a du mal à supporter le mistral lorsque l'automne arrive.
Théo soutient financièrement Gauguin afin qu'il aille rejoindre Vincent qui se sent seul et isolé. Les deux peintres ont deux visions différentes de la peinture et de la vie, et bientôt leurs échanges deviennent de plus en plus violents. Un soir, après une dispute, Gauguin part en ville et Vincent le suit avec une arme. Il ne passe pas à l'acte, mais, une fois rentré chez lui, retourne l'arme contre lui et se tranche une oreille. En rentrant, Gauguin découvre la scène et préfère partir.
Vincent demande alors à Théo de le faire interner car sa folie lui fait peur. Il part pour Saint-Rémy-de-Provence dans un asile et ne retourne à sa peinture qu'après une longue période d'isolement.
Une fois guéri, Vincent revient vivre trois jours chez son frère, puis à Auvers-sur-Oise où il fréquente le docteur Gachet. Dans un ultime acte de folie, il se suicide dans un champ alors qu'il était en train de peindre un tableau.

## Fiche technique
- Titre francophone : La Vie passionnée de Vincent van Gogh
- Titre original : Lust for Life
- Réalisation : Vincente Minnelli et George Cukor
- Scénario : Norman Corwin d'après le livre de Irving Stone
- Production : John Houseman et Jud Kinberg
- Musique : Miklós Rózsa
- Direction artistique : Cedric Gibbons et Hans Peters
- Photographie : Russell Harlan et Freddie Young
- Montage : Adrienne Fazan
- Décors : F. Keogh Gleason et Edwin B. Willis
- Costumes : Walter Plunkett
- Chef électricien : Marcel Policard
- Scripte : Sylvette Baudrot
- Société de production : MGM
- Pays d'origine :  États-Unis
- Langue : anglais
- Format : Couleur (Metrocolor) — 2.35:1 CinemaScope — 35 mm :
  - Version monophonique (Western Electric Sound System)
  - Version 4 pistes stéréo (Western Electric Sound System)
- Genre : Drame, biographie
- Durée : 122 minutes
- Dates de sortie :
  -  États-Unis : 17 septembre 1956
  -  France : 23 janvier 1957

## Distribution
- Kirk Douglas (VF : Jacques Dacqmine) : Vincent van Gogh
- Anthony Quinn (VF : Jean Clarieux) : Paul Gauguin
- James Donald (VF : Renaud Mary) : Théo Van Gogh
- Pamela Brown (VF : Nadine Alari) : Christine
- Everett Sloane (VF : Henri Crémieux) : le docteur Gachet
- David Bond (VF : René Arrieu) : Georges Seurat
- Laurence Naismith : le docteur Bosman
- Isobel Elsom (VF : Germaine Michel) : Madame Stricker
- Niall MacGinnis (VF : André Bervil) : Joseph Roulin, le facteur
- Jeanette Sterke (en) : Kee Vos
- Noel Purcell (VF : Jacques Berlioz) : Anton Mauve
- Henry Daniell (VF : Claude Péran) : Theodorus Van Gogh, le père
- Madge Kennedy (VF : Hélène Tossy) : Anna Cornelia Van Gogh
- Jill Bennett (VF : Arlette Thomas) : Willemien
- Lionel Jeffries (VF : Jean Ozenne) : le docteur Peyron
- Paul Bryar (VF : William Sabatier) : l'inspecteur de police
- Laurence Badie : Adeline Ravoux
- Ronald Adam : le commissaire De Smet
- John Ruddock : Ducrucq, le mineur désabusé
- Jean Debucourt : le serveur du restaurant le 14 juillet
- Germaine Delbat : la serveuse du restaurant le 14 juillet
- Belle Mitchell : Mme Tanguy
- Wilton Graff (VF : Richard Francœur) : le révérend Striker
- David Horne : le révérend Peeters
- Alec Mango : le docteur Rey

## À noter
- Le film a été pour partie tourné dans la région de Mons-Borinage, en Belgique, sur les lieux même du séjour que van Gogh y fit de 1878 à 1880[2], notamment rue Sainte-Louise à Hornu[3]. La ville de Mons ayant été promue, avec Plzeň en République tchèque, Capitale européenne de la culture pour l’année 2015 à travers le projet culturel Mons 2015, une exposition consacrée à ce tournage fut organisée du 21 février au 17 mai 2015 aux Anciens Abattoirs de Mons sous le titre Hollywood au pied du terril[4] et les témoins de l'époque furent par ailleurs invités à se faire connaître à cette occasion[5].
Le film restauré en version numérique a été présenté en avant-première mondiale au Théâtre Royal de Mons en février 2015.
Les maisons de Wasmes (Colfontaine)[6] et de Cuesmes[7] où vécut également le peintre ont en outre été réhabilitées en lieux de culture et ont fait écho à un ensemble d'événements culturels liés à sa présence dans la région[8], dont l'exposition Van Gogh au Borinage – La naissance d'un artiste organisée au BAM, le musée des beaux-arts de la ville de Mons[9].
- Dans la partie tournée à Auvers-sur-Oise, l'orchestre d'Harmonie est constitué par des musiciens de l'Harmonie de Pontoise, la commune voisine[10].
- En Espagne, le film est sorti avec le titre El loco del pelo rojo qui signifie « Le fou aux cheveux roux ».

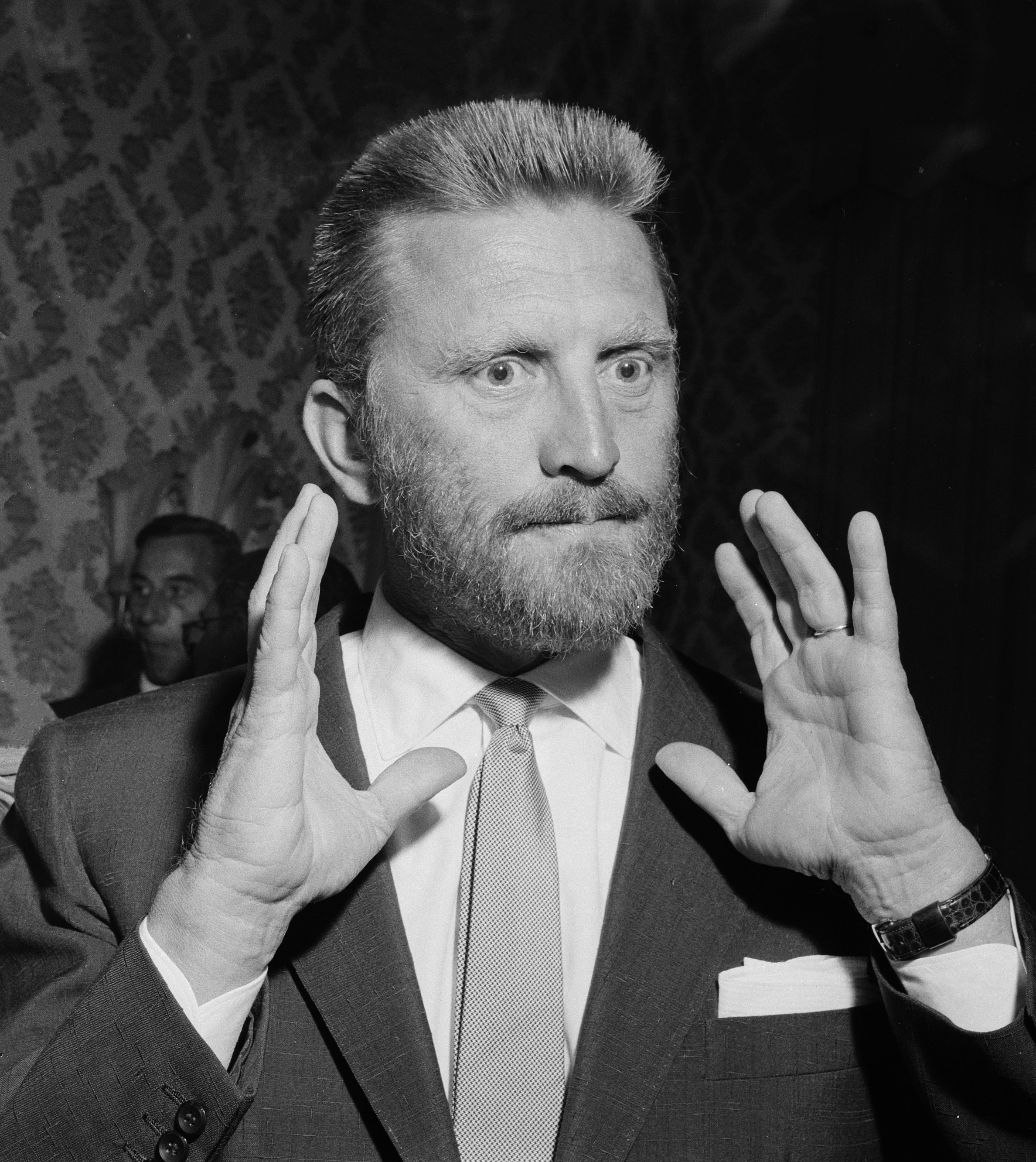
Amsterdam, 1956 : Kirk Douglas décrit à la presse son rôle dans La Vie passionnée de Vincent Van Gogh

## Récompenses et distinctions
Toutes les récompenses et nominations sont de 1957 :

### Récompenses
- Oscar du meilleur second rôle masculin pour Anthony Quinn
- Golden Globe du meilleur acteur pour Kirk Douglas

### Nominations
- Oscar du meilleur acteur pour Kirk Douglas (c'est Yul Brynner qui décroche l'Oscar pour Le Roi et moi).
- Oscar de la meilleure direction artistique en couleur (remporté par Le Roi et moi)

## Galerie

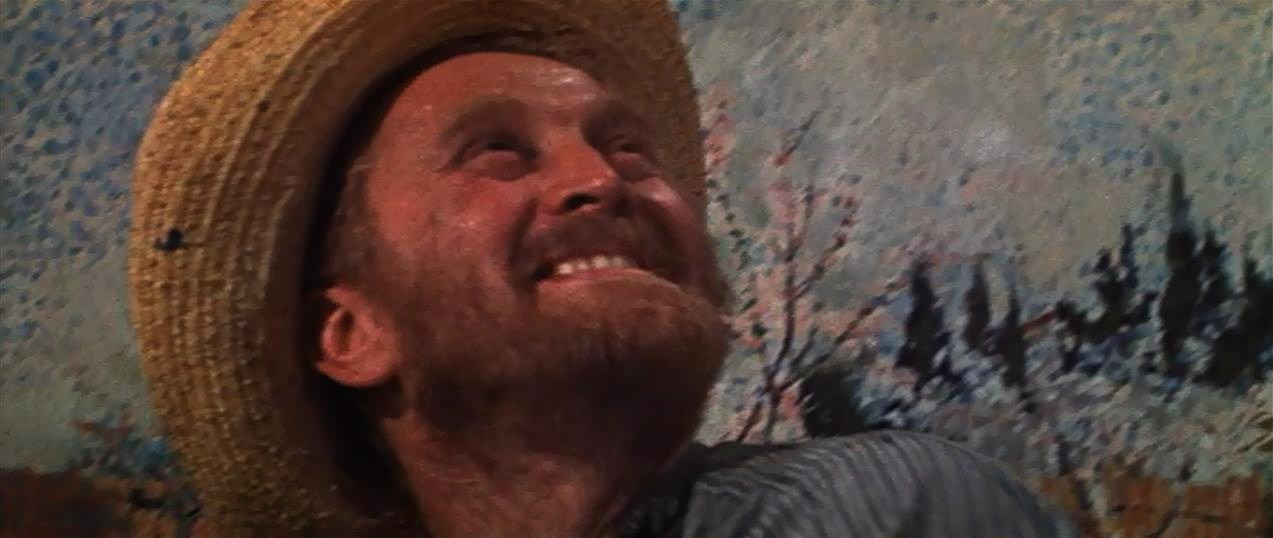
Kirk Douglas dans le rôle de Van Gogh
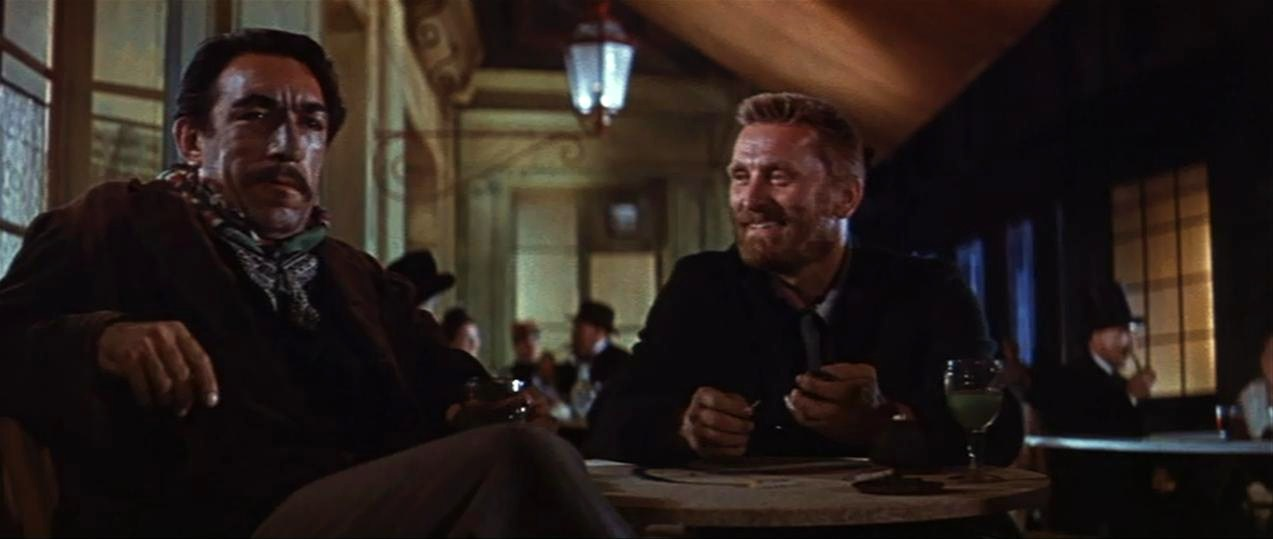
Anthony Quinn dans le rôle de Gauguin et Kirk Douglas
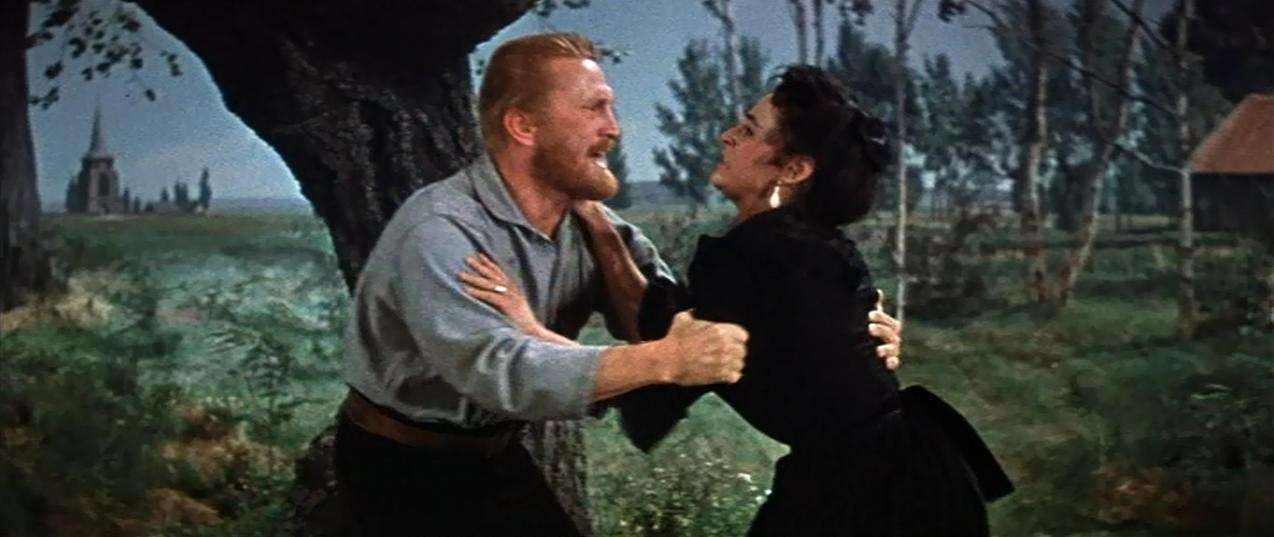
Kirk Douglas et Pamela Brown dans le rôle de la cousine de Van Gogh